# Anne-Marie Lindström
Ann-Marie Gunhild Lindström, född Holmgren, tidigare gift Bjurgate, född 8 februari 1933 i Sankt Johannes församling i Malmö, död 28 november 2009 i Oscars församling i Stockholm, var en svensk författare och samhällsdebattör.
Hon skapade den moderna dövtolkutbildningen i Sverige och ansvarade för boken "Teckenspråk för döva" (Skolöverstyrelsen 1968). Hon var aktiv som debattör i ett flertal tidningar, bl.a. Dagens Nyheter där hon verkade som krönikör under slutet av 1980-talet.